# Okręty podwodne typu Orion
Okręty podwodne typu Orion – francuskie okręty podwodne z okresu dwudziestolecia międzywojennego i II wojny światowej. W latach 1927–1933 w stoczniach Ateliers et Chantiers de la Loire i Chantiers Dubigeon w Nantes zbudowano dwa okręty tego typu. Jednostki weszły w skład Marine nationale w 1932 roku i pełniły służbę na Morzu Śródziemnym. Po zawarciu zawieszenia broni między Francją a Niemcami zostały przejęte przez Brytyjczyków i przekazane marynarce Wolnych Francuzów. Z powodu złego stanu technicznego oba okręty stały się źródłem części zamiennych dla innych francuskich jednostek, a w kwietniu 1943 roku zostały zezłomowane.

## Projekt i budowa
Jednostki typu Orion zamówione zostały w ramach programu rozbudowy floty francuskiej z 1928 roku. Okręty, zaprojektowane przez inż. Jeana Simonota, należały do ulepszonej w stosunku do 600-tonowych typów Sirène, Ariane i Circé serii jednostek o wyporności 630 ton. Usunięto większość wad poprzedników: okręty charakteryzowały się wysoką manewrowością i krótkim czasem zanurzenia; poprawiono też warunki bytowe załóg.
Okręty typu Orion powstały w dwóch stoczniach w Nantes: „Orion” zbudowany został w Ateliers et Chantiers de la Loire, a „Ondine” w Chantiers Dubigeon . Stępki okrętów położono w 1929 roku  , a zwodowane zostały w 1931 roku.
| Okręt           | Stocznia | Początek budowy  | Wodowanie        | Wejście do służby |
| --------------- | -------- | ---------------- | ---------------- | ----------------- |
| „Orion” (Q165)  | Loire    | 9 lipca 1929     | 21 kwietnia 1931 | 5 lipca 1932      |
| „Ondine” (Q166) | Dubigeon | 30 sierpnia 1929 | 4 maja 1931      | 5 lipca 1932      |

## Dane taktyczno-techniczne
Jednostki typu Orion były średniej wielkości okrętami podwodnymi o konstrukcji dwukadłubowej. Długość między pionami wynosiła 66,75 metra, szerokość 6,2 metra i zanurzenie 4,4 metra . Wyporność normalna w położeniu nawodnym wynosiła 558 ton, a w zanurzeniu 787 ton. Okręty napędzane były na powierzchni przez dwa dwusuwowe silniki wysokoprężne Sulzer o łącznej mocy 1400 KM. Napęd podwodny zapewniały dwa silniki elektryczne o łącznej mocy 1000 KM. Dwuśrubowy układ napędowy pozwalał osiągnąć prędkość 14 węzłów na powierzchni i 9 węzłów w zanurzeniu. Zasięg wynosił 2300 Mm przy prędkości 13,5 węzła w położeniu nawodnym (lub 4000 Mm przy prędkości 10 węzłów) oraz 82 Mm przy prędkości 5 węzłów w zanurzeniu . Zbiorniki paliwa mieściły 65 ton oleju napędowego. Dopuszczalna głębokość zanurzenia wynosiła 80 metrów .
Okręty wyposażone były w osiem wyrzutni torped: trzy stałe kalibru 550 mm na dziobie, jedną zewnętrzną kalibru 550 mm na rufie, podwójny zewnętrzny obracalny aparat torpedowy kalibru 550 mm oraz podwójny zewnętrzny obracalny aparat torpedowy kalibru 400 mm . Łącznie okręty przenosiły dziewięć torped, w tym siedem kalibru 550 mm i dwie kalibru 400 mm . Uzbrojenie artyleryjskie stanowiło umieszczone przed kioskiem działo pokładowe kalibru 75 mm M1928 L/35 oraz pojedynczy wielkokalibrowy karabin maszynowy Hotchkiss kalibru 13,2 mm L/76. Jednostki wyposażone też były w hydrofony .
Załoga pojedynczego okrętu składała się z 3 oficerów oraz 38 podoficerów i marynarzy.

## Służba
„Orion” i „Ondine” weszły do służby w Marine nationale 5 lipca 1932 roku  . Jednostki otrzymały numery burtowe Q165 i Q166 . W momencie wybuchu II wojny światowej okręty pełniły służbę na Morzu Śródziemnym, wchodząc w skład 12. dywizjonu 2. Flotylli okrętów podwodnych w Oranie .
W czerwcu 1940 roku okręty nominalnie należały nadal do 12. dywizjonu okrętów podwodnych, choć przebywały w Cherbourgu, gdzie przechodziły remont mający trwać do 1 września . 18 czerwca, wobec zbliżania się wojsk niemieckich do portu w Breście, „Orion” i „Ondine” na holu opuściły bazę i dotarły do Portsmouth . Po podpisaniu zawieszenia broni między Francją a Niemcami, 3 lipca Brytyjczycy przeprowadzili operację Catapult, zajmując siłą wszystkie francuskie okręty znajdujące się w portach brytyjskich (w tym „Oriona” i „Ondine”) . Okręty zostały przekazane marynarce Wolnych Francuzów, jednak ich stan techniczny uniemożliwiał podjęcie czynnej służby .
Obie jednostki stały się źródłem części zamiennych dla operujących z portów brytyjskich francuskich okrętów podwodnych „Junon” i „Minerve” . Okręty zostały zezłomowane w kwietniu 1943 roku.